# Mamela Nyamza
Mamela Nyamza, née en 1976, est une danseuse, professeure, et chorégraphe sud-africaine.

## Biographie
Mamela Nyamza est née dans le township de Gugulethu, au Cap, en 1976. L’Afrique du Sud est alors encore sous le régime de l’apartheid, et Gugulethu est un foyer de contestation de cet apartheid. L'enfance à Gugulethu influence la suite de son parcours. Elle explique que l'environnement dans lequel elle est plongée dans son enfance « ne lui a pas donné d'autre choix que d'aimer la danse. Il y a de la musique et du son, toute la journée, et même dans les rues, le bruit devient la musique ». La danse devient un moyen pour elle de comprendre ce qui se passe dans le monde autour d'elle : « j'ai utilisé mon corps comme instrument pour réagir à toutes les formes de sons, que ce soit en jouant, en pleurant ou en regardant toutes sortes de choses qu'on peut imaginer à Gugulethu dans les années 1980 ».

## Carrière
Elle suit une formation  éclectique, découvrant une grande diversité de styles de danse, dont la danse classique, la danse contemporaine, la danse africaine. Son chemin croise aussi celui de Robyn Orlin à la fin des années 1990. « Elle a été un professeur très inspirant », indique-t-elle, « elle reste l'une des personnes qui m'a poussée à devenir artiste. ». Sa mère est violée et assassinée en 1999. « Après la mort de ma mère, je pouvais l’entendre dans mes rêves me dire d'utiliser la danse pour raconter des histoires réelles », dit-elle.
Elle se produit sur la scène nationale et internationale. Elle enseigne aussi la danse au Pretoria Dance Technikon, au Dance Factory et au Jazzart Dance Theatre, et est chorégraphe, professeur et directrice adjointe en résidence de la Zama Dance School en 2007. Elle crée sa troupe en 2008 et chorégraphie des pièces autobiographiques, politiques et sociales, seule ou en collaboration avec d'autres artistes. Elle puise son inspiration dans son quotidien et son identité de jeune femme noire,.
Si elle utilise la danse comme moyen de partager ses histoires personnelles, elle participe aussi à divers projets de sensibilisation communautaire qui contribuent à étendre l'influence positive de la danse à différentes communautés en Afrique du Sud, y compris le projet Move 1524 de l'Université de Stellenbosch, un groupe qui travaille à l'éducation sur les questions relatives au VIH/sida, à la violence familiale et à la toxicomanie, grâce à la thérapie par la danse,.
Sa pièce Wena Mamela, présentée en 2015, réfléchit sur la vie de la femme sud-africaine noire et sur les rôles traditionnels attribués aux femmes dans la danse et  dans la société.
Au solo "Hatched" qui l' avait fait connaitre mondialement en 2008,  Mamela Nyamza, ajoute une couche de complicité collective en créant en 2024, la pièce "Hatched Ensemble" où dix danseurs et danseuses s'affranchissent des codes classiques pour danser leurs codes et leurs traditions.